# 台西南盆地
台西南盆地是一個位於台灣海峽南部至南海東北部一帶的盆地。

## 位置

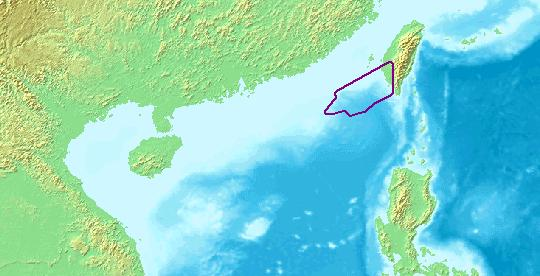
台西南盆地大略位置示意圖

台西南盆地位於台灣海峽南部至南海東北部一帶，北臨澎湖隆起，西南臨東沙隆起與珠江口盆地相隔，南臨南海海盆，東北方延伸至台灣島的西南部陸地上。

## 演化
台西南盆地位於大陸棚上，屬大陸地殼邊緣。台西南盆地的構造演化可以分為三個階段。第一階段為古新世至漸新世。古新世起，台西南盆地開始張裂成盆地，張性應力場方向為NW-SE方向，發展出一系列的正斷層。第二階段為漸新世末期，此時台西南盆地受到擠壓，早期的正斷層局部發生反轉，並且發展出大量的逆斷層及相關褶皺。第三階段為中新世以來的熱力學沉降凹陷階段。晚中新世起，南海海盆停止擴張。在此階段，台西南盆地的沉積基本上不受斷層作用影響而呈現水平披覆。

## 地形
台西南盆地呈NE走向，長約400公里，平均寬約150公里，面積超過60000平方公里。
台西南盆地構造上可分為南北兩個凹陷，中間隔有一個NE走向的隆起。凹陷處的新生代沉積物可厚達8000公尺，厚度由西向東增加。盆地東部臨近高雄沿岸的沉積層可厚達7000公尺。
台灣西南部的陸地上有台西南盆地的古近紀正斷層的延伸分布。